# さかぐちとおる
さかぐち とおるは、日本の著述家・編集者。本名は坂口 透。年齢は非公開。

## 来歴
5歳まで神奈川県横須賀市に暮らし、父親の転勤で香港に移住した。帰国後は神奈川県川崎市に居住。武蔵工業大学付属中学校・高等学校を経て、中央大学法学部政治学科を卒業した。
NHKサービスセンターに就職して4年間勤務し、放送素材の貸出業務に従事。1999年に退職後は中南米や南欧などに渡って、民俗音楽や舞踊の研究をした。
2000年、著書の出版をきっかけに、著述家となる。旅行情報誌を編集する下請け会社に勤務しつつ、自費で中南米のスペイン語・ポルトガル語圏の国々を取材をして、不定期で雑誌の記事を書き、著書を刊行してきた。
2021年以降は『指導と評価』や『週刊教育資料』など教育雑誌の編集業務に携わっている。

## 著書
- 『キューバ音楽紀行』東京書籍、2000年　ISBN978-4487796069
- 『メキシコー世界遺産と音楽舞踊を巡る旅』柘植書房新社、2012年　ISBN978-4-8068-0637-0
- 『ラテンアメリカ鉄道の旅』彩流社、2013年　ISBN978-4-7791-1900-2
- 『キューバ音楽を歩く旅』彩流社、2016年　ISBN978-4-7791-2266-8
- 『パタゴニア、アンデス、アマゾン 大自然ガイド』彩流社、2019年　ISBN978-4-7791-2542-3
- 『中南米グルメ紀行』東京堂出版、2022年　ISBN978-4-490-21077-4

## ラジオ出演
- トランス・ワールド・ミュージック・ウェイズ「キューバの歩き方」（Tokyo FM）2017年1月22日
- トランス・ワールド・ミュージック・ウェイズ「ハバナの歩き方」（Tokyo FM）2017年1月29日